# Hugo Jamioy Juagibioy
Hugo Jesús Jamioy Juagibioy (nacido en 1971) es un poeta y cuentista colombiano, proveniente de la familia indígena Camsá del sur de Colombia.

## Biografía
Jamioy nació en Waman Tabanók (que significa "Nuestro lugar sagrado de origen"), localizado en Sibundoy, departamento del Putumayo. Su padre es un médico tradicional y su madre una tejedora.
Se vinculó a la Universidad de Caldas para estudiar agronomía. Sin embargo, la verdadera pasión de Jamioy era la poesía, por lo que empezó a escribir, publicando su primera obra en 1999 mediante el apoyo de la Universidad Nacional de Colombia. En 2005 publicó su obra más reconocida, Danzantes del viento, la cual fue relanzada en 2010 con nuevos textos poéticos.
El Ministerio de Cultura premió al poeta con una Beca de Investigación Nacional en Literatura en 2006. Tres años después ganó la Beca Nacional de Creación de Oralitura, otorgada por el mismo ente gubernamental. En 2013 participó en el Festival Folklife, organizado por el Instituto Smithsoniano en Washington D. C..

## Obras publicadas
- Mi fuego y mi humo, mi tierra y mi sol (1999). Infección Editores, Facultad de Derecho Ciencias Jurídicas y Sociales, Dirección de Bienestar Universitario, Universidad Nacional de Colombia, Bogotá.
- No somos gente (2000..........................................................................................................................................................................................................)
- Danzantes del Viento (2010).  Bogotá: Ministerio de Cultura.[5]